# Regona
Regona è una frazione del comune italiano di Seniga, nella provincia di Brescia, in Lombardia.
Al censimento del 21 ottobre 2001 contava 156 abitanti.

## Geografia fisica
Il centro abitato è situato a 47 m sul livello del mare.

## Storia
Presso la frazione Regona sono stati rinvenuti, a partire dal XIX secolo, i resti di un insediamento risalente all'età del bronzo e anche numerosi reperti di epoca gallo-romana e romana che testimonierebbero una continuità storica nella frequentazione del territorio. Un consistente nucleo di industria litica fu rinvenuto presso la "terramara" di Campo Chiavichetto di Regona, nel punto in cui il Mella si immette nell'Oglio.
Tra il VI e il VII secolo, qui sorse l'antica pieve di Comella, che comprendeva anche Seniga e Milzano, in origine una cappella dedicata a Santa Maria Assunta che assunse nel corso del Medioevo sempre più importanza, entrando nell'orbita dei monaci benedettini dell'abbazia di Leno che costruirono la nuova basilica nel XIII secolo e intrapresero l'opera di bonifica agricola di questo territorio.

## Monumenti e luoghi d'interesse
- Pieve di Santa Maria di Comella (XIII secolo)[6][8]
- Ponte delle Barche
- Santella dei Castelletti